# Хуліо Ґонсалес

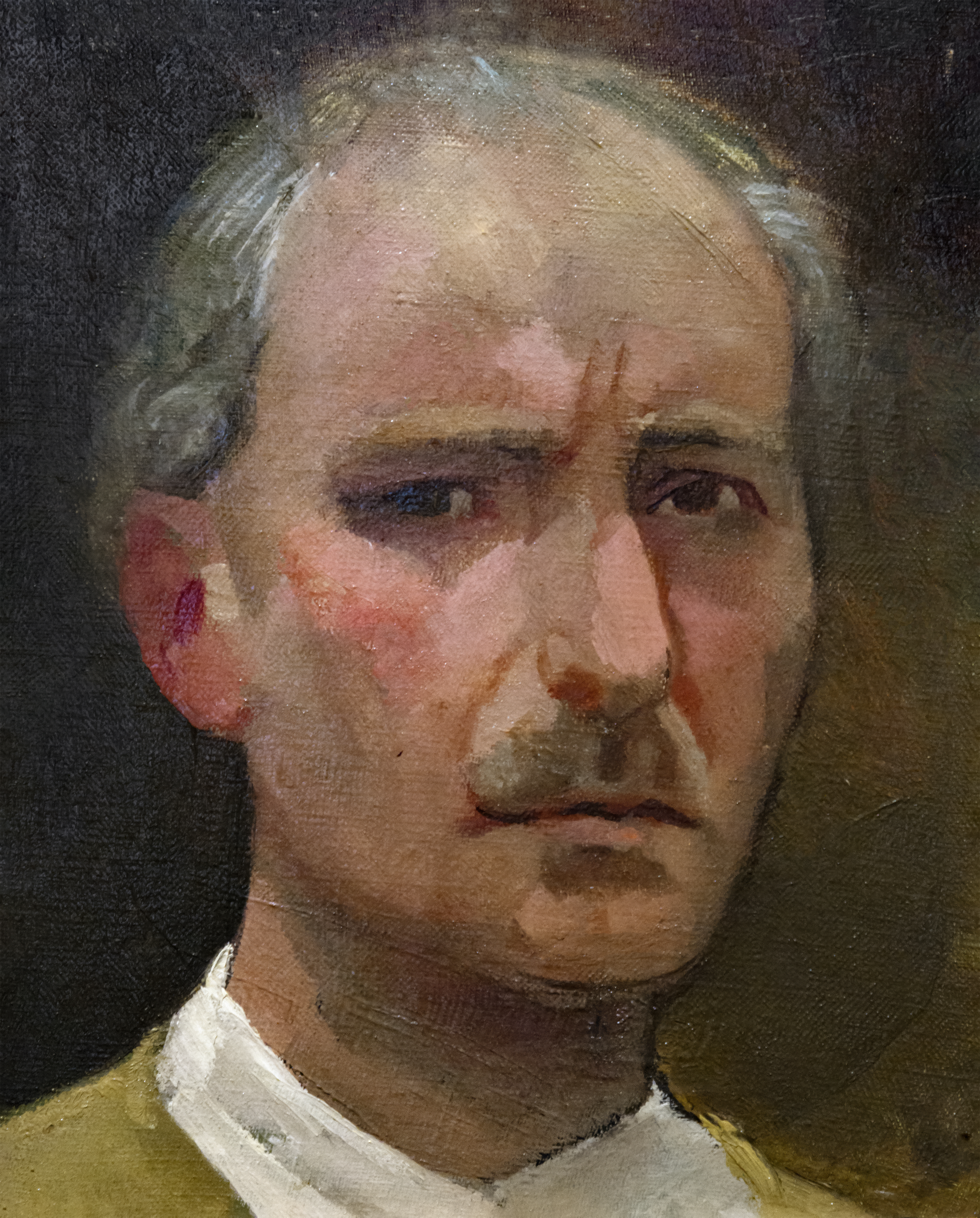
Автопортрет, 1920

Хуліо Ґонсалес (ісп. Julio Luis Jésus González Pellicer; 21 вересня 1876, Барселона — 27 березня 1942, Аркей, департамент Валь-де-Марн) — іспанський скульптор і художник, близький до кубізму, абстракціонізму та сюрреалізму.
Один із синів відомого барселонського ювеліра Конкордіо Ґонсалеса, його мати була сестрою каталонського художника. Разом з братом Хуаном працював в майстерні батька, після його смерті в 1896 брати успадкували батьківську справу.
Хуліо приїхав до Парижа в 1900, увійшов в інтернаціональний авангардистський коло тодішніх мешканців Монпарнаса (Хуан Ґріс, Макс Жакоб та ін.). Після 1902 більше ніколи не повертався на батьківщину. Був особливо близький з Пікассо, вони часто працювали разом.